# ФУБАР (телесериал)
«ФУБАР» (англ. FUBAR, акроним от англ. Fucked Up Beyond All Repair/Recognition) — американский телесериал Ника Санторы в жанре шпионского боевика и комедии. В главной роли—Арнольд Шварценеггер.Премьера телесериала состоялась 25 мая 2023 года на платформе Netflix.
В июне 2023 года сериал был продлён на второй сезон, который вышел в июне 2025 года.В августе 2025 года было объявлено о закрытии сериала.

## Сюжет
Люк и его дочь Эмма много лет скрывали друг от друга, что являются оперативниками ЦРУ. Узнав правду, они понимают, что не знали ничего друг о друге.

## В ролях

### Главные роли
- Арнольд Шварценеггер—Люк
- Моника Барбаро—Эмма
- Джей Барушель—Картер
- Апарна Бриэль—Тина
- Энди Бакли—Донни
- Милан Картер—Барри
- Форчун Фимстер—Рут
- Барбара Ив Харрис—Дот
- Гэбриел Луна—Боро
- Фабиана Уденио—Талли
- Трэвис ван Винкл—Алдон
- Керри-Энн Мосс—Грета Нелсо (сезон 2)[4]

### Роли второго плана
- Девон Бостик — Оскар
- Дэвид Чинчилья — Кейн Хан
- Рейчел Линч — Роми
- Стефани Сай — Сэнди
- Скотт Томпсон — доктор Луис Пфеффер
- Адам Палли — Грейт Дейн[5]

### Эпизодические роли
- Дастин Миллиган
- Том Арнольд

## Эпизоды
| Сезон | Серии | Серии | Даты показа  | Даты показа  |
| ----- | ----- | ----- | ------------ | ------------ |
| 1     | 8     | 8     | 25 мая 2023  | 25 мая 2023  |
| 2     | 8     | 8     | 12 июня 2025 | 12 июня 2025 |

### Сезон 1 (2023)
| № | Название                                                | Режиссёр       | Автор сценария                  | Дата премьеры |
| - | ------------------------------------------------------- | -------------- | ------------------------------- | ------------- |
| 1 | «Яблоко от яблони» «Take Your Daughter to Work Day»     | Фил Абрахам    | Ник Сантора                     | 25 мая 2023   |
| 2 | «Украденный поезд» «Stole Train»                        | Холли Дейл     | Скотт Салливан                  | 25 мая 2023   |
| 3 | «План-капкан» «Honeyplot»                               | Холли Дейл     | Адам Хиггс                      | 25 мая 2023   |
| 4 | «Вооружён и опасен» «Armed & Dane-gerous»               | Стивен Аделсон | Пенни Кокс                      | 25 мая 2023   |
| 5 | «Сегодня есть, завтра нет» «Here Today, Gone To-Marrow» | Стивен Аделсон | Кейт Даффи                      | 25 мая 2023   |
| 6 | «Флеш-рояль» «Royally Flushed»                          | Фил Абрахам    | Скотт Салливан, Лиллиан Ванг    | 25 мая 2023   |
| 7 | «Жидкое золото» «Urine Luck»                            | Стивен Серджик | Адам Хиггс, Майкл Дж. Гутьеррес | 25 мая 2023   |
| 8 | «Вот и всё» «That's It And That's All»                  | Стивен Серджик | Ник Сантора                     | 25 мая 2023   |

### Сезон 2 (2025)
| № общий | № в сезоне | Название                                                         | Режиссёр          | Автор сценария                    | Дата премьеры |
| ------- | ---------- | ---------------------------------------------------------------- | ----------------- | --------------------------------- | ------------- |
| 9       | 1          | «Переполненный дом» «Fullest House»                              | Фил Абрахам       | Ник Сантора                       | 12 июня 2025  |
| 10      | 2          | «Возвращение Греты» «Highly Re-Greta-Ble»                        | Фил Абрахам       | Адам Хиггс                        | 12 июня 2025  |
| 11      | 3          | «Танго и драка» «Tango and Smash»                                | Фил Абрахам       | Скотт Салливан                    | 12 июня 2025  |
| 12      | 4          | «Астронавт поневоле» «Astro-Not»                                 | Джефф Т. Томас    | Сет Коэн, Эйми Поча               | 12 июня 2025  |
| 13      | 5          | «Видения в бездне» «Trippin' the Abyss»                          | Джефф Т. Томас    | Пенни Кокс                        | 12 июня 2025  |
| 14      | 6          | «Апокалипсис в «Опоссуме Пенни»» «Penny Possum's Pizzapocalypse» | Джефф Т. Томас    | Кейт Даффи                        | 12 июня 2025  |
| 15      | 7          | «Дамба» «Dam It»                                                 | Майкл Дж. Бассетт | Лиллиан Ванг, Майкл Дж. Гутьеррес | 12 июня 2025  |
| 16      | 8          | «Новый поворот» «Let's Twist Again»                              | Фил Абрахам       | Адам Хиггс, Скотт Салливан        | 12 июня 2025  |

## Производство
Компания Skydance Television объявила в августе 2020 года о разработке шпионского телесериала, главную роль в котором сыграет Арнольд Шварценеггер. Вскоре после этого стало известно, Моника Барбаро сыграет вместе с Шварценеггером в роли дочери и отца. В ноябре того же года права на адаптацию приобрела компания Netflix, заказав съёмку восьми эпизодов в мае 2021 года. В апреле 2022 года был объявлен съёмочный состав. Телесериал имел рабочее название Utap, впоследствии его переименовали в FUBAR.
Съёмки телесериала начались в апреле 2022 года в Антверпене (Бельгия) . Дополнительные съёмки прошли в Торонто (Канада). В сентябре 2022 года съёмки были завершены.
17 июня 2023 года компания Netflix продлила сериал на второй сезон. В мае 2024 года Керри-Энн Мосс была утверждена на одну из главных ролей второго сезона. Премьера второго сезона состоялась 12 июня 2025 года.

## Восприятие
На сайте-агрегаторе Rotten Tomatoes рейтинг одобрения телесериала составляет 50 % со средней оценкой 5,2/10 на основании 58 оценок критиков. Консенсус критиков сформулирован так: «С плоскими шутками и историей, которая позаимствована из ранних звёздных ролей Арнольда Шварценеггера, „ФУБАР“ просто окей». На сайте-агрегаторе Metacritic рейтинг телесериала составляет 48 баллов из 100 на основании 20 обзоров критиков, что соответствует «смешанным или средним обзорам».